# Chamboliva
Chamboliva (en francès Chamboulive) és un municipi francès situat al departament de la Corresa i a la regió de la Nova Aquitània.

## Demografia
| 1962                                       | 1968  | 1975  | 1982  | 1990  | 1999  | 2007  |
| ------------------------------------------ | ----- | ----- | ----- | ----- | ----- | ----- |
| 1.247                                      | 1.411 | 1.281 | 1.210 | 1.190 | 1.149 | 1.294 |
| Des de 1962: població sense dobles comptes |       |       |       |       |       |       |

## Administració
| Període | Identitat     | Partit |
| ------- | ------------- | ------ |
| 2001-   | Noël Martinie | PS     |

## Agermanaments
- Gozée (Thuin)